# Zvirnjača
Zvirnjača je naseljeno mjesto u općini Kupres, Federacija Bosne i Hercegovine, BiH.

## Stanovništvo

### 1991.
Nacionalni sastav stanovništva 1991. godine, bio je sljedeći:
ukupno: 317
- Hrvati - 314 (99,05%)
- Srbi - 2 (0,63%)
- ostali, neopredijeljeni i nepoznato - 1 (0,32%)

### 2013.
Nacionalni sastav stanovništva 2013. godine, bio je sljedeći:
ukupno: 132
- Hrvati - 132 (100%)

## Vanjske poveznice
- maplandia.com: Zvirnjača
- zvirnjaca.com: Zvirnjača